# Hôtellerie
Pour la commune du département français du Calvados, voir L'Hôtellerie.
Ne doit pas être confondu avec Hôtel ou Hôtellerie de plein air.
L'hôtellerie, appelée également industrie hôtelière, est une activité appartenant au secteur tertiaire qui regroupe l'ensemble des établissements qui proposent un service d'accueil — de gîte et/ou de couvert — à des clients, de passage ou locaux, pendant une durée déterminée, en échange d'une contribution. Cette activité est souvent associée à deux autres donnant le secteur « hôtellerie-restauration-cafés » (couramment appelé HORECA), ou au niveau international, selon le Bureau international du travail, au secteur plus large de « l’hôtellerie, de la restauration et du tourisme » (HRT).
Le terme désigne au cours de l'histoire un lieu d'accueil et de restauration, notamment des commerçants et voyageurs, que l'on retrouve accolé aujourd'hui à « hôtel ». Durant la période médiévale en Occident chrétien, cette hospitalité est organisée par l'Église. À partir du début du XIXe siècle, l'hôtellerie connaît une évolution en distinguant l'accueil de voyageurs selon leur origine sociale. Enfin, avec le développement du tourisme, l'hôtellerie devient un véritable acteur de ce nouveau secteur.

## Étymologies
Le mot latin hospitalis (du radical de hospes, hospitis avec le suffixe -alis), ou celui de hospitalitas, a donné les dérivés mots hôte, hôtel, hôtellerie, hôpital ou encore hospitalité. Dans l'ancien français, l'hostel est une « maison où l'on habite », mais possède un autre sens en désignant une « maison meublée servant de logement payant et d'auberge ». Ce sens serait apparu avec le développement des villes marches dans le Nord de l'Europe et en Flandres en particulier, au XIIIe siècle. Durant l'époque moderne, l'hôtel devient un logis important.
Les mots « hostellerie » ou « hôtellerie », durant le Moyen Âge, désignent une partie d'un monastère ouvert au public, réservé à l'accueil et à l'hébergement des hôtes occasionnels, les pèlerins et les étrangers,. Au cours de la période, ils se laïcisent (XIIIe siècle), puis désignent un établissement plus « rustique » qu'un hôtel (XVIe siècle-XIXe siècle).
Marc Boyer rappelle dans son ouvrage, Le tourisme de l'an 2000, que la Grande Encyclopédie du XVIIIe siècle, n'utilisait pas le mot « Hôtel » mais celui d'« Hôtellerie »pour désigner une « maison où les voyageurs sont logés et nourris pour leur argent ». Le mot « Hôtel » est d'ailleurs une forme abrégée de « Hôtellerie ». Les termes évoluent et celui d'hôtellerie n'est guère plus utilisé avec le temps que pour désigner la profession ou l'ensemble des établissements où les voyageurs trouvent un gîte et un couvert. On emploie également le terme « industrie hôtelière ».
Il faut par ailleurs distinguer l'hôtellerie — hôtels, auxquels on ajoute les établissements de cure pour la Suisse — du secteur de la parahôtellerie — camping, gîtes ruraux, chambres d'hôtes, meublés de tourisme, résidences hôtelières — qui sont en concurrence,.

## Historique

### Hôtellerie durant l'Antiquité
L'économiste spécialisé dans l'hôtellerie Jean-Christophe Lefevre, auteur d'une Histoire de l'hôtellerie, suppose que l'activité hôtelière débute avec l'apparition des premières cités de Mésopotamie. Si l'existence de tavernes est prouvée, notamment avec le règlement sur la bière indiqué dans le Code de Hammurabi, ces traces permettent d'imaginer qu'elles offraient probablement une forme d'hébergement pour les marchands de passage.
Dans l'Empire romain, on distingue deux types d'hôtellerie. Il existe les mansions, des hôtels impériaux, dans lesquels on trouve chevaux de poste, un gîte, à boire et à manger. On y trouve des voyageurs et des soldats, mais tous ne pouvaient intégrer l'établissement. En parallèle, il existe les diversorium ou auberges publiques.

### Hôtellerie au Moyen Âge

Auberges historiques
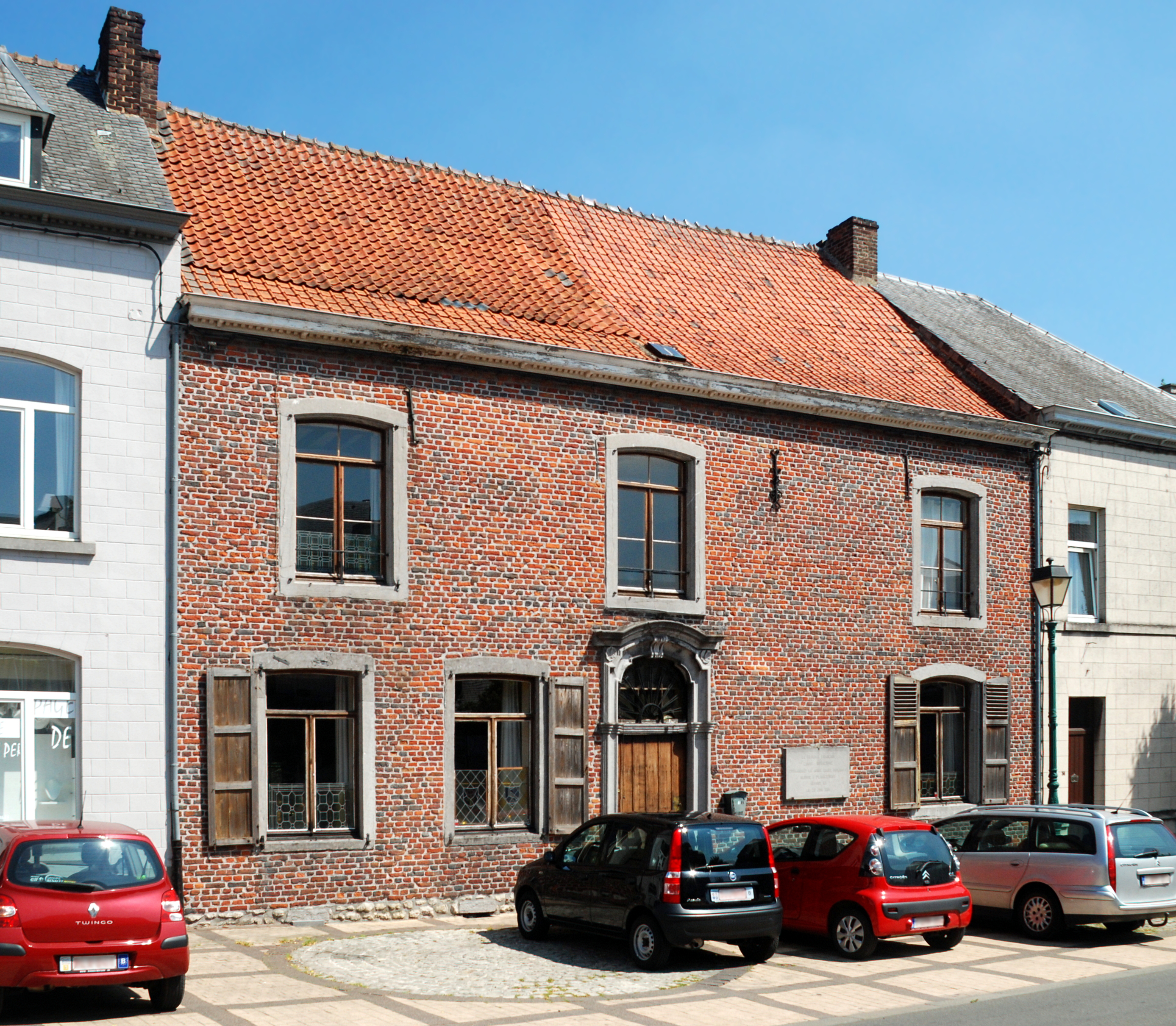
Ancienne auberge du « Roy d'Espagne » à Genappe (Belgique).
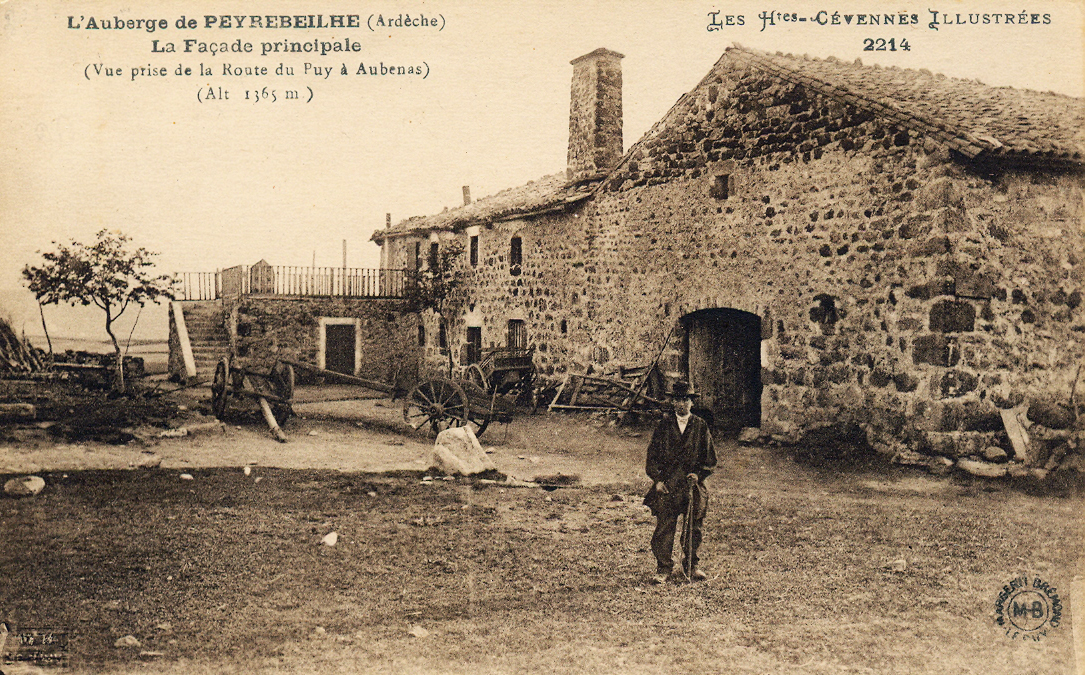
Carte postale de l'auberge de Peyrebeille, dite l'« Auberge rouge », à Lanarce (Ardèche).
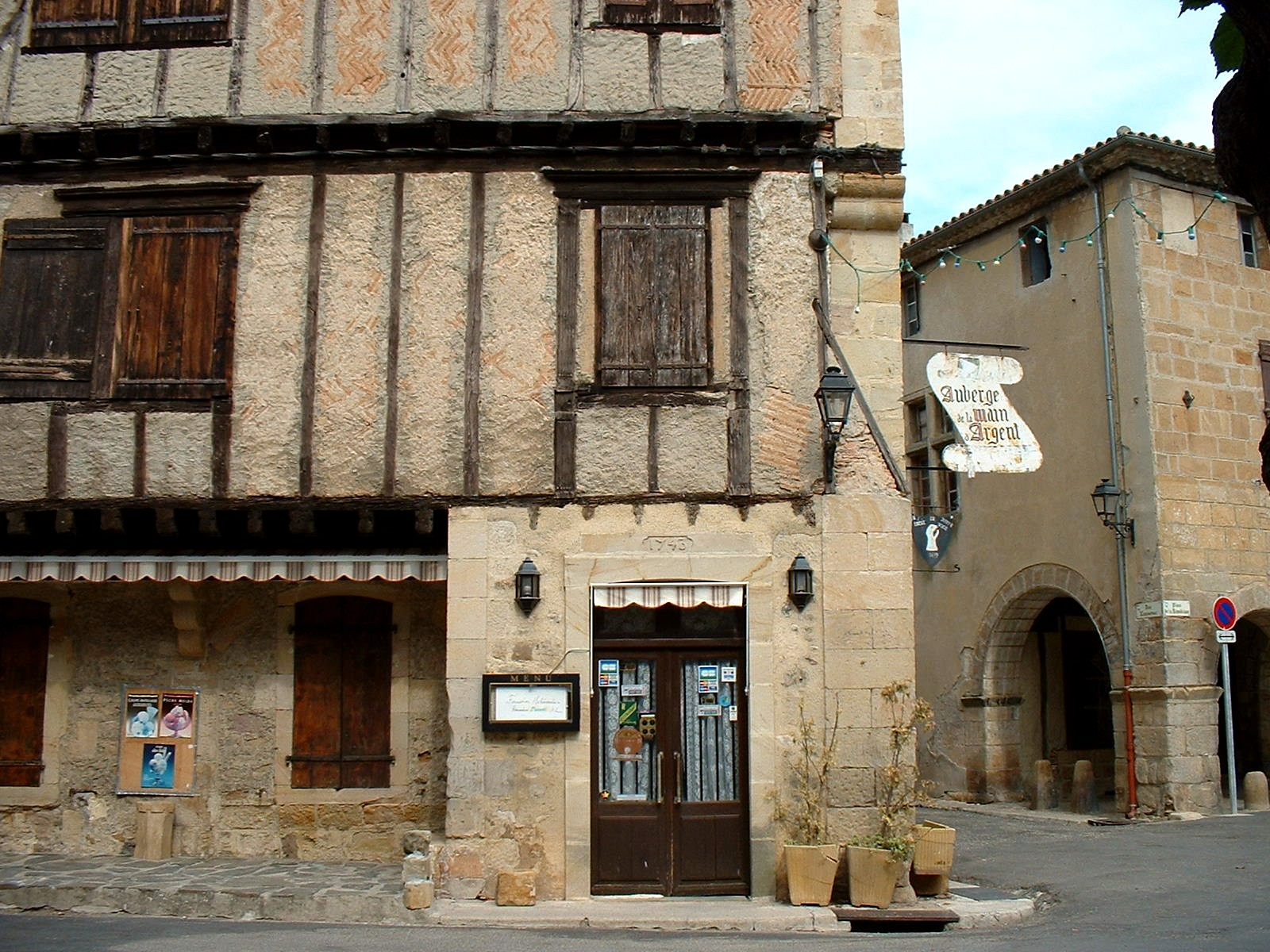
Auberge de « la Main d'argent » à Alet-les-Bains (Aude).

Lors de la diffusion du christianisme en Occident chrétien et sur les routes de pèlerinage, le clergé a joué un rôle majeur dans l'accueil des différents voyageurs,. Ils sont composés de marchands ou de pèlerins, d'étudiants ou de messagers quand ce ne sont pas des troupes militaires en campagne. Jean-Louis Picherit, dans un article consacré à la période, distingue deux types d'hospitalités offertes : celle institutionnelle de l'Église, à travers l'hospitalité des monastères, ermitages ou hôpitaux, et l'offre laïque qui pouvait être simplement soit volontaire ou non marchande, soit commerciale. On trouve ainsi dans les documents de la période l'expression « prendre ostel », qui signifie « se loger ». L'ostel en ancien français renvoie à la tradition d'hospitalité, puis qui prendra le sens de « logis d'étape, un lieu d'hébergement provisoire, une demeure accueillante ». Qu'il s'agisse d'un hébergement privé (chez l'habitant) ou commercial (hôtellerie, auberge), les deux types sont souvent confondus dans la littérature médiévale, le voyageur dédommage son hôte. Il semble d'ailleurs que la tradition de l'hospitalité connaît un recul à partir des XIVe et XVe siècles au profit des structures commerciales que sont les hôtelleries et les auberges.
À l'origine, l'hospitalité est un geste gratuit, celui d'accueillir l'Autre. Toutefois à partir de l'Antiquité, il devient l'usage de payer une contribution contre le gîte et le couvert, une « hospitalité payante ». Toutefois, certains lieux perdurent la tradition en offrant une hospitalité gratuite, comme « [les] caravansérails, [les] auberges synagogues juives [ou encore les] xénodoques (« lieu pour étrangers, auberge ») ». C'est le cas aussi de certains lieux dans l'Occident médiéval qui accueillent les pèlerins ou encore des compagnons.

### Hôtellerie et prémices du tourisme (XVIIe–XVIIIesiècle)
L'offre va connaître une évolution notamment avec l'amélioration des voies carrossables puis l'apparition de la diligence aux XVIIe et XVIIIe siècles. Cette révolution des transports permet ainsi à un plus grand nombre de voyager, ainsi que gagner du temps sur les trajets et une baisse des coûts. L'économiste Jean-Christophe Lefevre cite ainsi le constat de l'historienne Lucette Fontaine-Bayer pour laquelle ces évolutions permettent aux auberges de prendre une nouvelle dimension dans ces échanges. Selon l'économiste, l'implantation des maîtres des postes et de leurs auberges donne naissance à ce qu'on pourrait rapprocher d'une « chaîne hôtelière ». Le constat semble que toutefois l'activité hôtelière de cette période reste une activité secondaire des artisans en raison des risques financiers d'une spécialisation.
L'hôtellerie connaît une nouvelle évolution avec les prémices du tourisme moderne. Notamment avec le développement du Grand Tour, ce long voyage que la jeunesse aristocratique ou de la haute-bourgeoisie anglaise puis européenne pratique, à partir du XVIIe siècle et surtout au XVIIIe siècle, durant leurs études ou à la fin de leur formation afin de parfaire leur éducation de « compleat gentleman ». Une littérature et des guides, guides apparus dès le XVIe siècle, font également leur apparition pour accompagner ces nouveaux voyageurs.

### Hôtellerie duXIXesièclejusqu'en 1945

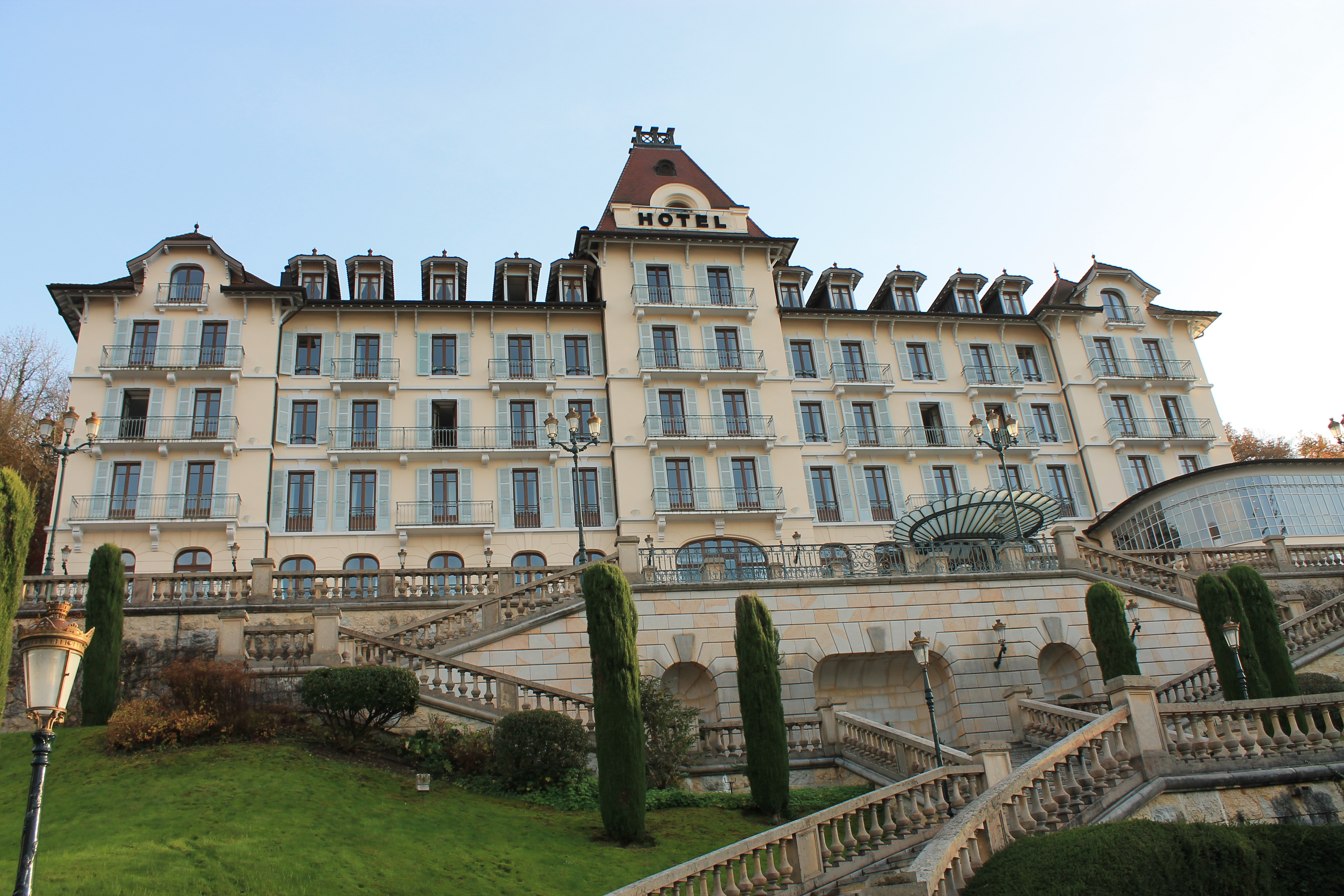
Vue de la façade du Palace de Menthon-Saint-Bernard (Haute-Savoie).

Le processus d'industrialisation au cours du XIXe siècle en Europe, puis peu à peu sur les autres continents (Amérique du Nord, Asie de l'Est), s'accompagne là encore d'une mutation des transports qui auront également une influence sur le développement et la mutation de l'hôtellerie. Cette dernière s'adapte à l'accroissement des échanges et la mobilité humaine dans les villes ou les gros bourgs. Les auberges font place petit à petit aux hôtels et à une professionnalisation de plus en plus importante. L'hôtellerie se transforme pour accueillir une clientèle plus fortunée.
Les premiers grands hôtels apparaissent jusqu'à l'émergence d'établissements plus importants les « hôtels monstres » à Londres, Paris ou New-York. Ces hôtels accueillent une clientèle nombreuse et fait appel à de nombreux employés. L'ouvrage Du palais au palace (1998) donne un extrait d'une impression à propos d'un de ces établissements parisiens : « Il faut venir à Paris pour avoir une idée de ce mouvement extraordinaire d'un hôtel monstre, où non seulement huit cents voyageurs, mais encore autant d'employés de tout ordre sont logés avec aisance, où tout fonctionne avec une précision mathématique ». Avec la naissance des grands hôtels, les auberges perdent la domination du marché de l'hébergement dans les villes. L'époque est, par ailleurs, à la découverte des littoraux et la naissance des premières stations balnéaires où l'on implante sur le modèle urbain les grands hôtels de luxe et au palaces.
L'hôtellerie de luxe prend naissance dans ce monde en phase de modernisation. Alors que l'auberge accueille l'ensemble des différentes clientèles, avec cependant une distinction dans les conditions de logements, les nouveaux hôtels en ville proposent un nouveau concept, appliquant en cela une forme de discrimination sociale, en destinant leurs services aux élites bourgeoises et aristocratiques, c'est la naissance du Grand Hôtel. À cette expression, on voit l'émergence d'autres termes synonymes d'hôtels de luxe que sont les « Hôtels Palais », « Palace Hôtel », ou encore « Palace ». L'auberge était traditionnellement un lieu d'étape pour un voyageur itinérant, l'hôtel donne naissance à une nouvelle forme en devenant un lieu de villégiature. Par ailleurs, cet hôtel offre des services et notamment des espaces détentes dont ne disposaient pas les auberges : le bar ou le fumoir, une salle de billard, un salon. Les équipements font aussi partie intégrante de ces établissements avec l'utilisation d'ascenseurs, de salles de bains associés à une architecture spécifique et une cuisine avec un grand chef, comme Auguste Escoffier notamment au Ritz Paris. Ces hôtels possèdent par ailleurs une architecture spécifique et remarquable, tournés pour que les clients puissent admirer le paysage lorsqu'ils sont installés en bordure de mer ou de lac, en Amérique du Nord, sur la Côte d'Azur ou aux bords des lacs suisses, mais également pour s'intégrer à son environnement.
Le mouvement des auberges de jeunesse apparaît en Allemagne au début du siècle, sous l'égide de l'instituteur Richard Schirrmann. Marc Sangnier fonde la première auberge française en 1930. Avec le Front populaire, celles-ci trouveront un essor majeur. En 1932, la Fédération internationale (International Youth Hostel Federation, ou IYHF), qui sera réorganisée sous le nom de Fédération internationale des auberges de jeunesse en 1946, apparaît. Elle sera suivie quelques années plus tard par une Fédération internationale de l'hôtellerie de plein air.
À partir de 1936, la création des congés payés, en France (troisième semaine, puis la cinquième en 1982) et en Belgique, a entraîné le développement massif du tourisme et notamment de l'hôtellerie,,. Le tourisme social prend naissance notamment à travers le développement de maisons familiales de vacances et des villages de vacances.
Afin de distinguer les établissements hôteliers, les institutions nationales mettent en place une classification par étoiles. L'invention revient à la France avec la loi du 7 juin 1937, qui sera abrogée au lendemain de la Seconde Guerre mondiale pour trouver une nouvelle organisation par un arrêté en 1950.

### Hôtellerie contemporaine

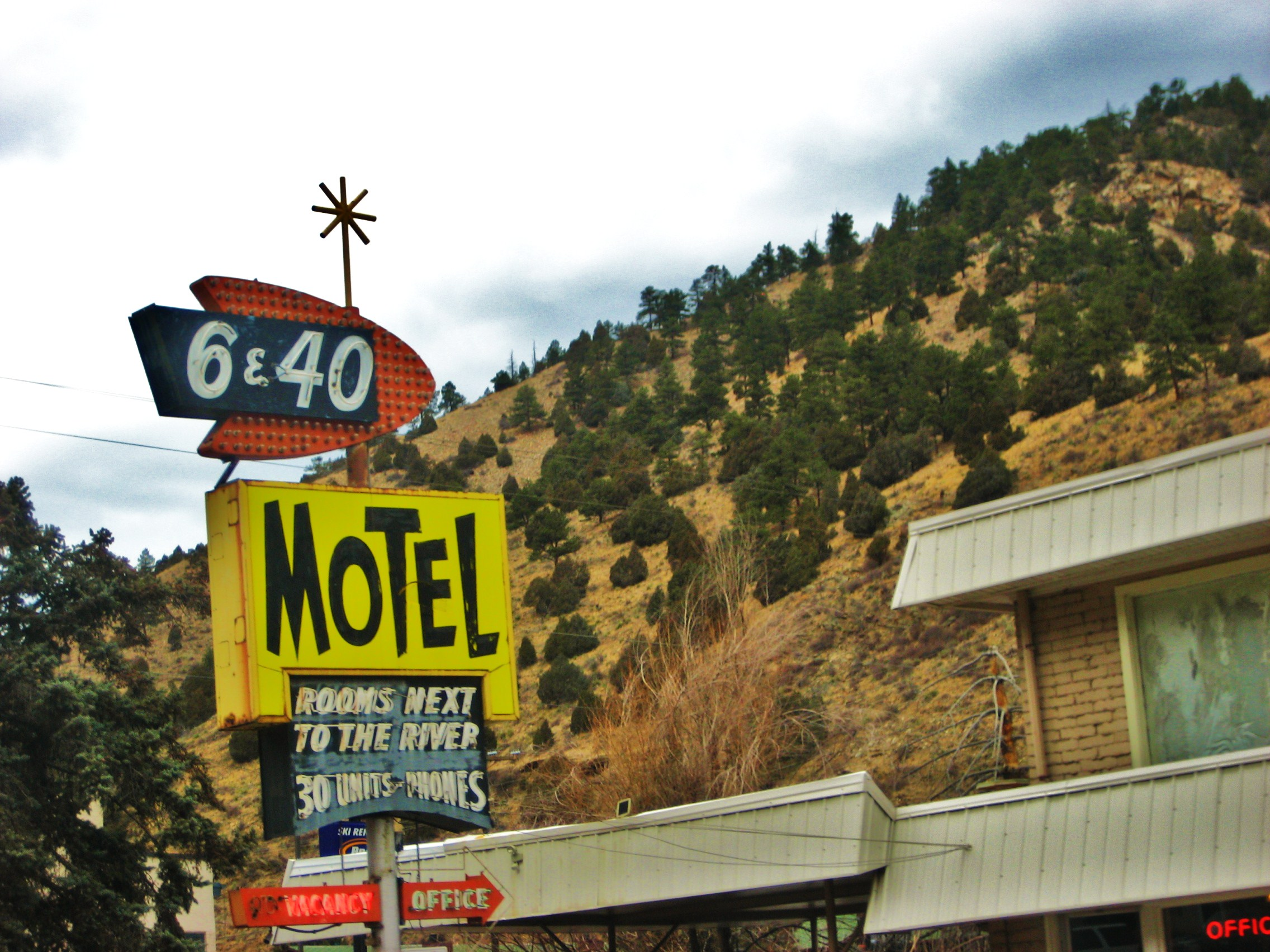
Affichage publicitaire pour un motel à l'est Idaho Springs (Colorado), sur l'Highway 6/40.

L'hôtellerie, orientée vers le tourisme, connaît son véritable décollage au lendemain de la Seconde Guerre mondiale, avec notamment une diversification de l'offre — « apparthôtels, les hôtels-casinos, les hôtels de cure, les hôtels-clubs, les motels » — ainsi que de nouvelles localisations, une nouvelle concurrence des prix, l'émergence de l'hôtellerie de chaîne (d'abord aux États-Unis, puis en Europe et ensuite à travers le monde). Le tourisme social trouve aussi un nouvel essor avec notamment le développement des associations fédérant les maisons familiales et les différents types de villages vacances. En France, c'est sous l'égide de l'Union nationale des associations de tourisme et de plein air (UNAT, créée en 1920) que se rassemblent les principaux acteurs de cette forme de tourisme entre les années 1950 et 1970, avec les centres sportifs (UCPA, Les Glénans...), les Foyers ruraux, et les villages de vacances ou maisons familiales (Cap France, Villages clubs du soleil, VVF Villages...),. Depuis quelques années, l'hôtellerie connait une nouvelle forme de concurrence, avec le développement des locations entre particuliers, comme Airbnb.
Afin de développer des régions en crise ou attirer des devises étrangères, des pays comme la France l'Espagne et bientôt suivi par d'autres nations touristiques investissent dans l'aménagement de stations touristiques sur le littoral ou en montagne. L'exemple français peut ainsi illustrer ce développement où pour retenir les vacanciers de passage en France pour se rendre sur les côtes espagnoles, l'État français met en place, par décret en juin 1963, la Mission interministérielle d'aménagement touristique présidée par Pierre Racine — communément appelée « Mission Racine » — touristifie 180 km de côtes languedociennes, avec la création de sept stations nouvelles balnéaires, et la programmation de la création de 400 000 lits (seulement 50 % seront réalisés),. Quatre ans plus tard, une nouvelle mission est lancée pour la côte atlantique (180 km) avec la Mission interministérielle d’aménagement de la Côte Aquitaine (MIACA),. Enfin, un vaste aménagement est également envisagé pour le développement des Alpes avec la modernisation et la création de stations nouvelles de sports d'hiver (stations dites « intégrées » ou « stations de troisième génération »), appelé (Plan neige).
Au cours des décennies 1950 à 1970, le développement de l'hôtellerie connaît une transformation et cible désormais la clientèle d'affaires (businessmen, commerciaux, congressistes). La révolution du transport aérien (performances techniques, baisse du temps de transports et des coûts du voyage), vers la fin des années 1950 et durant la décennie suivante, a permis le développement de l'hôtellerie appelée d'« aéroport » et « à congrès » en lien avec le tourisme d'affaires international. Aux États-Unis, à partir des années 1960, la chaîne d'hôtels Holiday Inn (fondée en 1958) se développe dans les grandes villes, mais également le long des grands axes routiers, modernisant et popularisant le concept de motels, apparus dans les années 1920,,.
Au cours de cette période (décennies 1960-1970-1980), du fait de l'évolution de l'offre hôtelière apparaît une nouvelle segmentation. Au cours des périodes précédentes, l'hôtellerie connaît une distinction qui repose sur la qualité, puis la classification à l'aide d'étoiles, puis plus tard par la localisation (en ville, sur les grands axes, dans les stations balnéaires, thermales ou de montagnes). Désormais de nouveaux marchés apparaissent. Avec le développement des motels, bien qu'apparu avec les motels quarante ans plus tôt, les hôtels dits « économiques » se développent pour une clientèle de passage (voyageurs, commerciaux) ou pour les ménages à petits budgets. Des chaînes hôtelières se sont ensuite positionnées sur ce créneau au cours des décennies suivantes.
Dans les années 1980, apparaît le concept de « All-suite hotels », et ses dérivés, classés généralement dans les résidences de tourisme. Ce mode d'hébergement présente une nouvelle formule se trouvant entre l'hôtel classique, mais avec moins de services proposés, et les meublés de location et notamment la ou les chambres séparées,. Il répond notamment à une demande du tourisme d'affaires. Ils trouvent, comme à Bruxelles, à proximité des quartiers d'affaires, en périphérie des métropoles. L'apparition de ce nouveau type d'hébergements a fait éclore des formules proches comme les « hôtels- appartements » ou « Appart hotel », mais également des hôtels proposant des formules « long-séjours » ou « extended stay » (« séjour prolongé »), et pour certains d'entre eux hors des saisons touristiques, les condotels ou encore des établissements où la chambre est en temps partagé ou time share,.
Vers la fin des années 1980 et surtout dans la décennie suivante, de nouveaux concepts émergent avec les hôtels-boutiques (ou boutiques-hôtels), originaires des États-Unis (New York et San Francisco), les hôtels « design », les « hôtels de designers », les « hôtels designs » ou encore les « lifestyle hotels » que l'on retrouve dans les centres historiques ou les quartiers branchés des grandes villes.
Les consultants canadiens, Gilles Larivière et Jocelyn Jussaume, dans un article « Émergence des nouvelles formules en hôtellerie » paru dans la revue Téoros (2004), considère qu' « aujourd’hui, en fait, la dénomination « hôtel » semble avoir de moins en moins sa place alors que la multiplication des concepts d’unités et d’établissements tend maintenant plutôt à favoriser l’utilisation du terme « établissement d’hébergement commercial » pour englober l’ensemble de tout ce qui est maintenant disponible ».
Avec l'évolution de la crise économique, à partir des années 1990, des hôtels sont réquisitionnés ou transformés en logements sociaux afin d'accueillir des familles en difficultés sans logement, en attente de régularisation ou apatrides, souvent à la charge de l'État, notamment en France.

Exemples de stations touristiques dans le monde
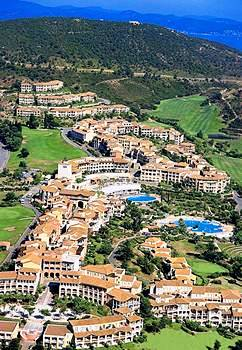
Vue aérienne du village de vacances de Cap Esterel (Var).
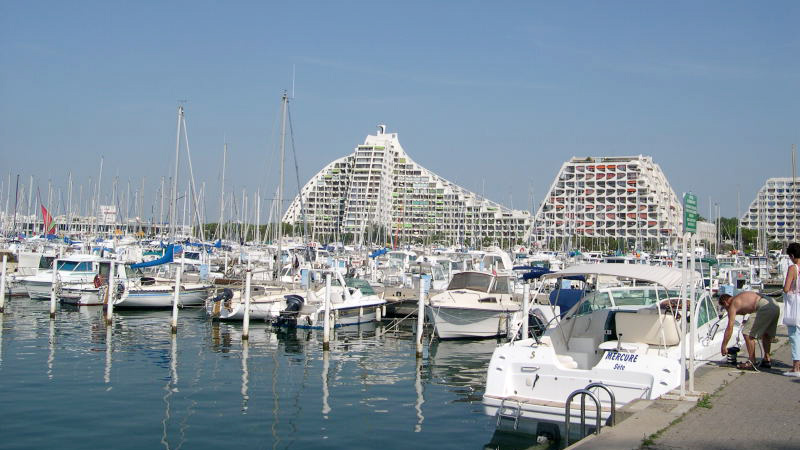
Front de mer de la station La Grande-Motte (Hérault), l'une des stations créées par la mission Racine.
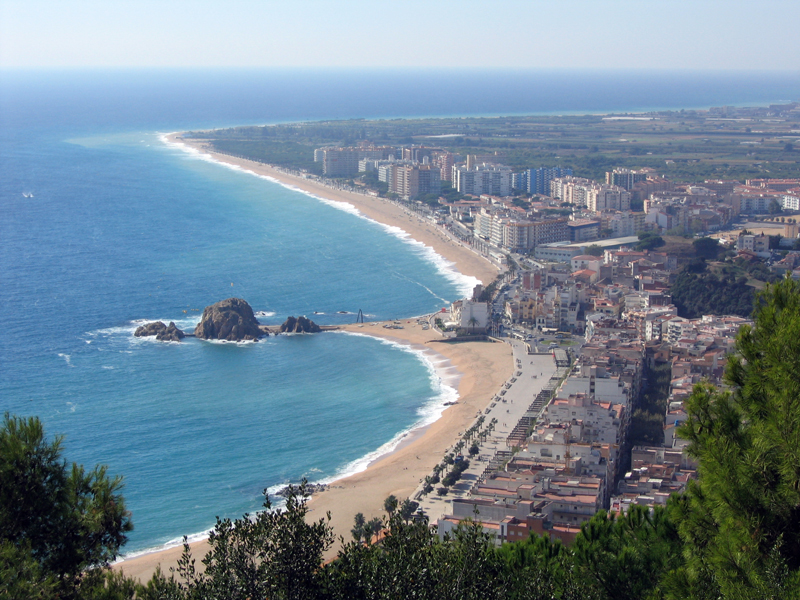
Station balnéaire de Blanes (Costa Brava).
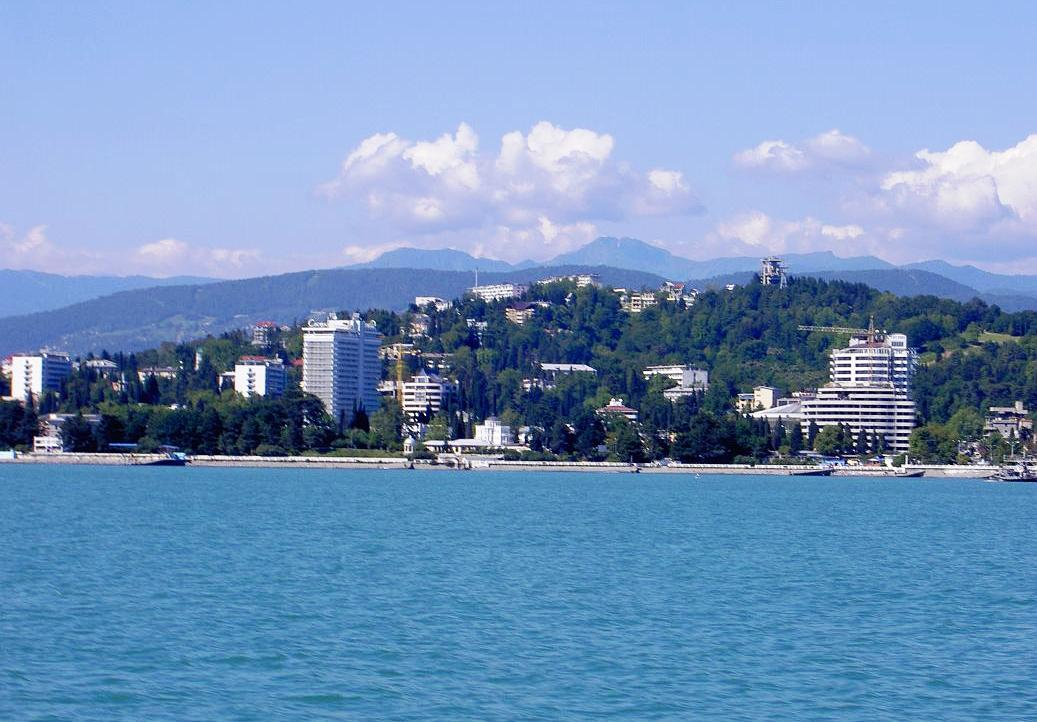
Station balnéaire de Sotchi (Russie).
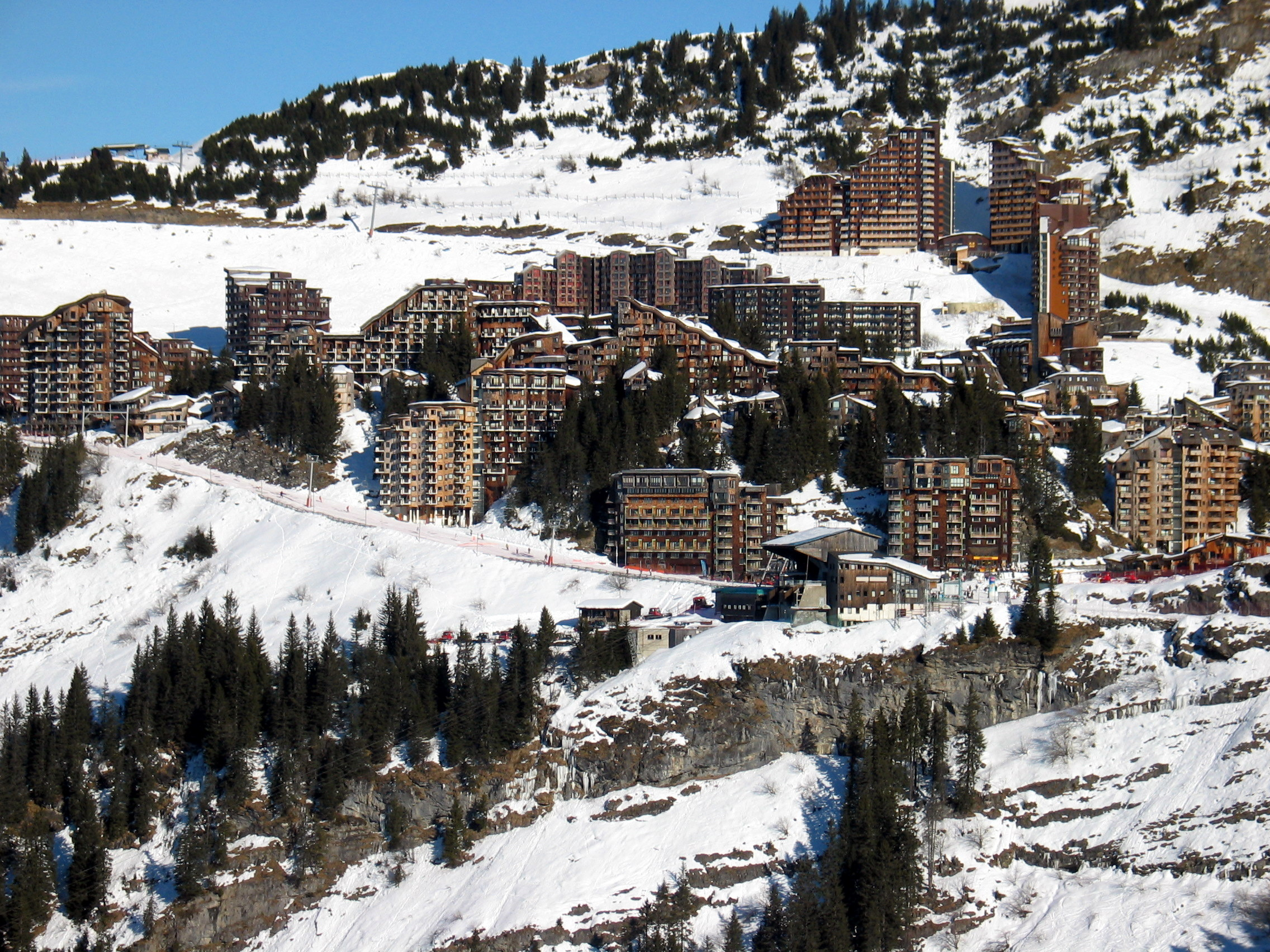
Station de sports d'hiver d'Avoriaz (Haute-Savoie).

## Économie

### Une industrie de l'accueil
L'hôtellerie rassemble l'ensemble des établissements — ou unité d’hébergement commercial — proposant un accueil, en offrant le gîte et/ou le couvert, à des clients, étrangers mais pas seulement, durant une période déterminée, en échange d'un paiement. On associe souvent l'hôtellerie à l'hôtel qui est un « établissement commercial d'hébergement qui offre des chambres ou des appartements meublés en location soit à une clientèle de passage, soit à une clientèle qui effectue un séjour caractérisé par une location à la semaine ou au mois, mais qui, sauf exception, n'y élit pas domicile ». Ce secteur d'activité recouvre cependant des formes et des structures d'accueil variés, qui diffèrent également selon les pays ou les régions avec des types de classements, de labels, mais aussi en fonction des services offerts par les établissements.
L'Organisation internationale du travail (OIT)-Bureau international du travail (BIT) considère que « les hôtels, les établissements de restauration et les restaurants sont considérés par la plupart des organisations comme appartenant aux «industries caractéristiques du tourisme», et donc comme relevant du tourisme ». Le secteur de l'hôtellerie est une composante du « sous-secteur des hôtels et restaurants ».
Les spécialistes suisses Stefan Fraenkel et Ray Iunius intègre cette activité dans un plus vaste ensemble de l'« Industrie de l'accueil » (titre d'un ouvrage paru en 2007), voire d'hospitalité. Ils définissent cette expression comme « englobant une multitude de secteurs et de sous-secteurs liés à l'hôtellerie, en passant par la location de voitures à la fonction d'accueil dans un hôpital ».

### Importance du secteur hôtelier
La branche de l’hôtellerie, de la restauration et du tourisme (HRT) est celle qui connaît la plus forte croissance économique mondiale au début des années 2000, notamment en raison des flux du tourisme international.
Les auteurs Stefan Fraenkel et Ray Iunius citent en 2007 les chiffres publiés pour le secteur par le Bureau international du travail. Les activités d'accueil, dont le secteur clé reste essentiellement l'hôtellerie et la restauration, représentaient près de 11 % d'emplois direct et indirect au niveau mondial (soit environ 200 millions d'individus). Le secteur HRT employait en 2010 plus de 235 millions d'individus, soit environ de 8 % d'emplois direct et indirect.
Selon le BIT, en 2010, les emplois dans l'industrie du tourisme sont répartis à 20 % dans des entreprises multinationales contre 80 % dans des PME,. En effet, le secteur est majoritairement constitué d'indépendant et des structures inférieurs à dix employés, notamment en Europe.
Au niveau européen, en 2001, le secteur de l'hôtellerie-restauration-cafés (HORECA) européen était constitué de 1,4 million d'entreprises. Celui-ci employait environ 8 millions de personnes et engrangeait un chiffre d'affaires estimé à 338 milliards d'euros.
Selon le Portail national de connaissance du tourisme - veilleinfotourisme.fr, en janvier 2014, l'offre hôtelière mondiale correspond à 19,5 millions de chambres. Le rapport « Développements et défis dans le secteur de l’hôtellerie-restauration et du tourisme » (OIT-BIT), indique que parmi les plus grands hôteliers mondiaux certains possèdent plus de 5 000 hôtels à travers le monde et emploient plus de 150 000 employés dans une centaine de pays,,.
Le secteur hôtelier, s'il est principalement implanté en milieu urbain, est majoritairement développé sur les espaces littoraux. Ces espaces concentrent ainsi l'essentiel des hébergements touristiques. Les auteurs du tourisme dans le monde (2005) indiquent ainsi qu'ils représentent « 90 % au Portugal, 85 % au Mexique, 80 % en Tunisie et dans l'ex-Yougoslavie, plus des deux tiers en Italie, en Royaume et en Bulgarie ».

### Groupes hôteliers internationaux
En 2014, sur une capacité mondiale d'environ 19,5 millions de chambres, les groupes hôteliers internationaux représentent environ 40 % de l'offre avec 7,85 millions de chambres. En 2015, la croissance des groupes hôteliers chinois bouleverse l'ordre mondial où dominaient jusque-là les groupes américains et européens.

## Exemples internationaux

### Afrique

#### Maroc
Au Maroc, le classement des hôtels de tourisme et établissements similaires a été mis en place en 2002. Il concerne les établissements suivants : hôtels, motels, résidences hôtelières, hôtels-clubs, auberges, maisons d'hôtes, pensions, également des relais et des gîtes. Par ailleurs, l'hôtellerie de plein air regroupe les activités de camping-caravaning et hébergements qui y sont associés, ainsi que les bivouacs, dans l’esprit d’un Tourisme responsable, équitable et durable,.
Le Maroc mise sur le tourisme depuis le début du XXe siècle. Depuis l'indépendance en 1956 à nos jours, l’État est l'un des principaux acteurs du développement touristique. Sa capacité d'accueil croît depuis de façon importantes. En 1964, le pays compte environ 13 000 lits classés. La capacité est ensuite multipliée par trois dix ans plus tard (40 732 lits classés). Le nombre dépasse les 65 000 dans la décennie suivante pour atteindre les 90 000 lits classés en 1994. En 1990, le Maroc possédait une offre d'hébergements peu diversifiées et avait fait le choix d'une clientèle aisée avec des établissements haut de gamme, ne prenant pas ou peu en compte la demande nationale et la provenance de la clientèle algérienne (un peu moins de 50 %). Les hôtels classés représentaient 59 % des logements touristiques du pays, dont une bonne part de 4* et 5*, selon une étude de l'OMT. Une particularité réglementaire permettait ainsi aux établissements 5* de pratiquer des prix libres contrairement aux établissements inférieurs.
En 2001, le Maroc lance un programme de développement « Plan Vision 2010 » avec un volet touristique « Plan Azur », prévoyant notamment la construction 160 000 lits dont 130 000 lits balnéaires. Le pays comptait au début des années 2000 environ 970 000 lits classés). La répartition de ces lits se fait selon une répartition traditionnelle : 58 % des 130 000 lits estimés (toutes structures hôtelières confondues) sont situés sur le littoral avec plus. Par ailleurs, près de 62 % de ceux-ci se trouvent en milieu urbain et notamment dans les plus grandes villes du pays (Rabat, la capitale, Agadir, Casablanca, Marrakech, Fès et Tanger). La stratégie d'accueil repose comme en 1990 sur le haut de gamme.
Parmi les groupes hôteliers majeurs du pays, on peut notamment citer le groupe Kenzi Hôtels (groupe marocain créé en 1988), il compte une dizaine d'infrastructures hôtelières ; le groupe Atlas Hôtels (groupe marocain, 1986), filiale de la compagnie Royal Air Maroc ; la filiale du groupe Accor détient le plus important nombre d'établissements dans le pays avec 5 % de la capacité répartis dans 17 établissements classés de 3* à 5* (2005) (une quarantaine en 2019).
La mise en place du Plan Azur permet la production annuelle de lits passe de 5 000 lits en 2001 à plus de 10 000 à partir de 2006, avec une pointe à 13 000 en 2009. Selon une société gouvernementale, la Société marocaine d'ingénierie touristique, la capacité d'hébergement classé serait passée de 97 000 lits à plus de 175 000 lits au cours de la période. Sur les six nouvelles stations balnéaires projetées seules deux ont émergé. Parmi les réalisations durant cette décennie, les principales infrastructures hôtelières réalisées sont les hôtels 4* (plus de 41 000 lits), puis les hôtels 5* (plus de 27 000 lits), et les 3* (environ 25 000 lits). La capacité des villages de vacances a augmenté de 21 000 lits. Les maisons d'hôtes, dont la classification officielle n'existait pas en 2001, sont passées à plus de 13 000 lits.
En 2013, le Maroc compte plus de 3 000 établissements classés. L'Annuaire statistique de l’Observatoire du tourisme révèle que l'offre majoritaire au Maroc est représentée par les maisons d'hôtes (48 % des établissements), alors que celles-ci ne représentent que 11 % de la capacité en termes de lits. Les établissements hôteliers classés 4* et 5* représentent respectivement 6 % des structures d'hébergement touristique (mais 23 % de la capacité) et 3 % des établissements (soit 16 % de la capacité litière). La position des trois principales villes (Agadir, Casablanca, Marrakech) reste dominante avec plus de 48 % de la capacité litière.

#### Tunisie
Au lendemain de l'indépendance, l'État tunisien mise sur le secteur touristique. En 2004, le secteur, dans lequel est intégré le secteur hôtelier, est estimé à 6 % du PIB.
En 1959, la mise en place d'une Société hôtelière de tourisme et de thermalisme (SHTT) permet l'essor des infrastructures d'accueil. De 74 établissements à cette période, on passe à 692 en 1998 et 800 en 2004. Les capacités litières pour ces mêmes périodes de 4 077 lits à 226 100 lits. En 2004, sur ces 800 établissements, 200 sont affiliés à la Fédération tunisienne de l’hôtellerie (FTH). On mise essentiellement sur des hôtels haut de gamme. Dans son article, la professeur Wafa Khlif cite un représentant du tourisme qui résume l'état à cette période « Entre l’écrémage élitiste et le bradage populiste ». En effet, on observe que la majorité des établissements sont classés (90 % dont 85 % d'hôtels 3* à 5*), la plupart (75 %) se trouvant sur les littoraux. En 2013, l'île de Djerba compte un parc hôtelier de 140 établissements. Les infrastructures sont perçues comme vieillissantes en ce début des années 2000. En 2013, 7 % des établissements de Djerba sont en restauration ou connaissent des difficultés financières.
Secteur en crise en 2004, il subit ensuite les conséquences du Printemps arabe, avec la fermeture d'établissements.

### Amérique

#### Brésil
Le Brésil compte, selon l'OMT, environ 400 000 chambres en 2014.

#### Canada
Au Québec, selon le Règlement sur les établissements d'hébergement touristique, le Ministère du Tourisme distingue onze types de structures d'hôtellerie touristique. Sont distingués les hôtels, les résidences de tourisme, les meublés rudimentaires, les centres de vacances, les gîtes, les villages d'accueil, les auberges de jeunesse, les établissements d'enseignement qui offrent un hébergement, les campings, les pourvoiries et les autres types d'établissements n'appartenant pas aux dix premières catégories. Huit d'entre eux, selon le Règlement sur les établissements d'hébergement touristique, bénéficient d'un classement depuis le mois de juin 2014.

#### États-Unis

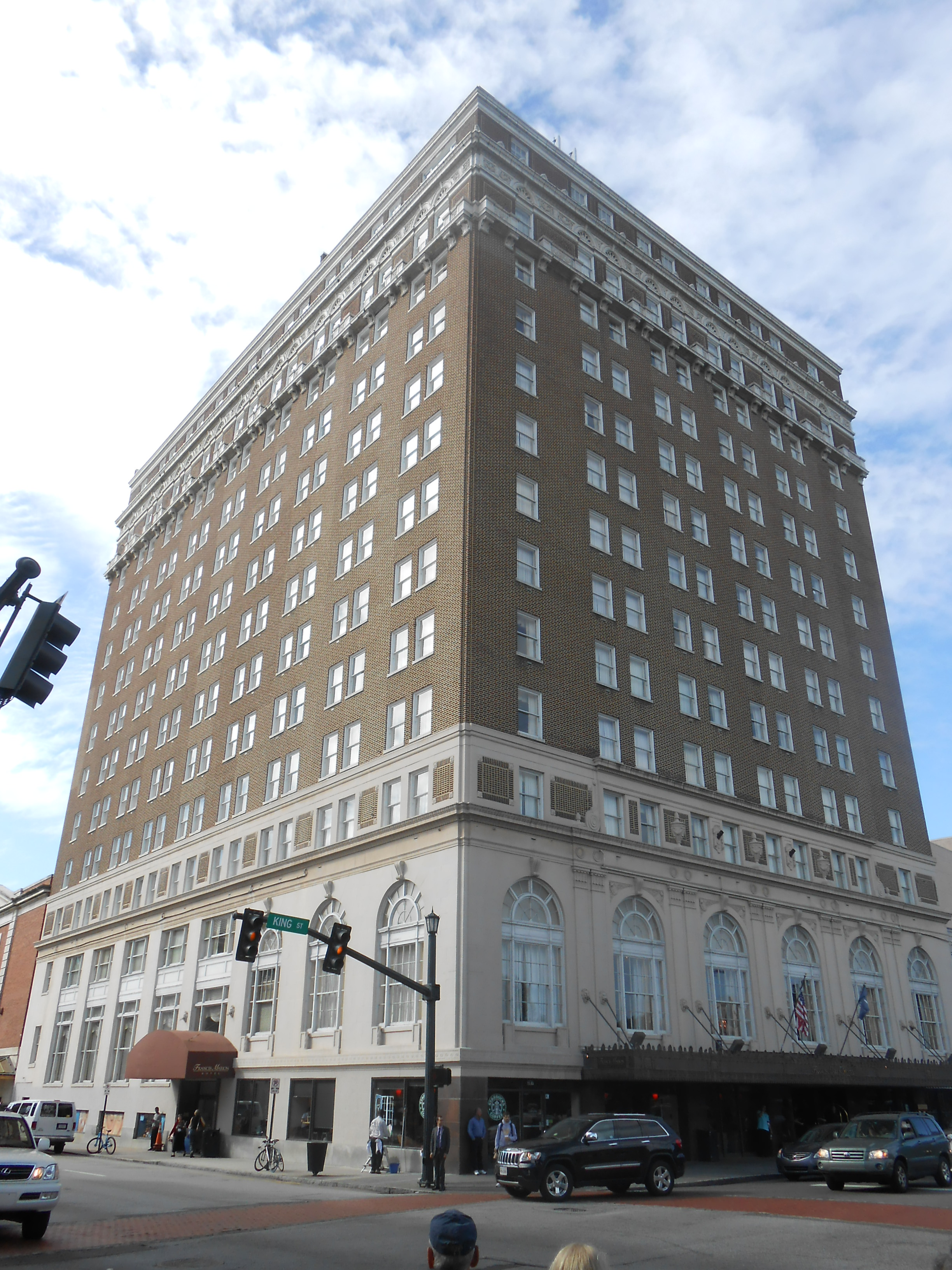
L'hôtel Francis Marion, à Charleston (Caroline du Sud)

Première puissance dans le secteur dans les années 1970 (avec une capacité de plus de 2,7 millions de lits), les États-Unis restent un pays où le secteur hôtelier est important avec une forte implantation internationale. En 2015, le marché est estimé à 54 000 établissements avec une capacité de plus de 5 millions de chambres. Le secteur génère un chiffre d'affaires estimé à 177 milliards de $, en 2014.
Selon un classement du cabinet de conseil en hôtellerie MKG Hospitality de 2015, six marques américaines — Hilton worldwide (2e rang avec plus de 4 200 hôtels d'une capacité de 708 268 chambres) ; Marriott International (3e rang plus de 4 100 établissements de 701 899 chambres) ; Wyndham Hotel Group (4e rang plus de 7 600 établissements de 660 826 chambres) ; Choice hotels international (4e rang plus de 6 300 établissements de 504 808 chambres) ;  Starwood Hotels & Resorts Worldwide (6e rang plus de 1 200 établissements de 346 599 chambres) et Best Western (7e rang plus de 3 900 établissements de 302 144 chambres) — se classent parmi les principaux opérateurs hôteliers mondiaux.

#### Mexique
Le Mexique compte, selon l'OMT, environ 660 000 chambres en 2014.

### Asie

#### Chine
En 2014, selon l'OMT, la Chine compterait environ 1,5 million de chambres. Selon le cabinet américain de conseil en stratégie A.T. Kearney, en 2013, cette capacité d'accueil était estimée à 2,5 millions de chambres.
En 2015, le groupe Jin Jiang (1 700 établissements) achète le Groupe du Louvre et sa filiale Louvre Hotels Group (1 000 hôtels en Occident dont 820 en France),. Cet investissement par le groupe chinois lui permet de rentrer au dixième rang des opérateurs hôteliers mondiaux selon un classement du cabinet de conseil en hôtellerie MKG Hospitality. Il rejoint ainsi le groupe Home Inn qui se trouve en 9e position dans ce même classement (2 600 établissements). Les onzième et douzième places sont également occupées par des groupes chinois, dont Huazhu Hotels Group (anciennement China Lodging Group, créé en 1995). L'acquisition de Plateno Group, toujours en 2015, par le groupe Jin Jiang lui permet d'atteindre désormais la cinquième place de ce classement, devant le groupe AccorHotels. Huazhu Hotels Group possède, en 2015, 1 849 établissements dans 280 villes chinoise. Il possède notamment la chaîne Hanting, créée en 2005, qui compte un peu plus de 1 600 hôtels.
La plupart des chaînes hôtelières internationales venue s'installer en Chine se sont associées avec des groupes nationaux.

#### Indonésie
L'Indonésie compte, en 2014 selon l'OMT, environ 530 000 chambres.

#### Japon
Le Japon compte, en 2014 selon l'OMT, environ 1,370 millions de chambres. Le pays se classe troisième en nombre derrière les États-Unis et la Chine.

#### Thaïlande
La Thaïlande compte, en 2014 selon l'OMT, environ 530 000 chambres.

#### Turquie
La Turquie compte, en 2014 selon l'OMT, environ 330 000 chambres.

### Europe
L'Europe est un continent où le secteur hôtelier est développé, notamment à travers les marchés nationaux ou l'existence de groupes hôteliers internationaux puissants.
Au niveau de l'Union européenne, le secteur hôtelier représente 70 % des ressources du tourisme en 2009, avec un chiffre d'affaires de 430 millions d’euros en 2006 (soit une progression d'environ 80 % par rapport à 1999). Le nombre d'emplois durant cette période pour les secteurs de l'hôtellerie et de la restauration était estimé à 9 millions de personnes.
Au niveau européen, Eurogîtes, la Fédération Européenne du Tourisme Rural, fédère 35 organismes professionnels, proposant plus de 100 000 structures d'hôtellerie chez l'habitant ou à dimension familiale, qui sont appelées : chambres d´hôtes, gîtes à la ferme/chez l'habitant ou individuels, gîtes de groupes, gîtes d'enfants, pensions traditionnelles, et petits hôtels familiaux, essentiellement situés en milieu rural.

#### Allemagne
L'Allemagne compte, en 2014 selon l'OMT, environ 0,95 million de chambres. Elle est le second pays européen en nombre derrière l'Italie.

#### Croatie
Les prémices du tourisme organisé en Croatie se situent dans les années 1870, toutefois c'est au début du XIXe siècle, que des phénomènes comme les pèlerinages, la thalassothérapie ou encore les cures thermales, ont entraîné la réalisation des premières auberges, hôtels et thermes avec par exemple le développement des stations thermales de Daruvar, de Donja Stubica ou encore de Varaždin. Durant les décennies suivantes, jusqu’à la Première Guerre mondiale, les localités côtières deviennent des centres de tourisme de santé. Au lendemain de la Seconde Guerre mondiale, les infrastructures touristiques sont nationalisées par la république fédérale de Yougoslavie de Tito, puis elles redeviennent privées à partir des années 1990, dans un contexte d'éclatement de l'ex-Yougoslavie.

#### Espagne
L'Espagne compte, en 2014 selon l'OMT, environ 900 000 chambres. En 2009, le pays comptabilisait 682 559 chambres. La clientèle internationale représente 53 % du marché en 2009. Le chiffre d'affaires est d'environ 16 053 millions d’euros, en 2007.
Il existe une cinquantaine de groupes hôteliers espagnols dont les plus importants sont Sol Meliá, Barceló Hotels, RIU Hotels & Resort, NH Hoteles, Iberostar, Fiesta Hotels, Bahia Princesa Hotels, etc.. Les trois premiers sont encore entre les mains des familles fondatrices.
L'essentiel des chambres se situent dans les espaces littoraux du pays. Ainsi environ 60 % de celle-ci se trouvent réparties entre l’Andalousie (116 000 chambres), la Catalogne, les Canaries et les Iles Baléares.

#### France
La France compte, en 2014 selon l'OMT, environ 620 000 chambres. En 2010-2012, le secteur hôtelier français compte 18 884 hôtels et hébergements similaires rassemblant un peu plus de 158 000 salariés et réalisant un chiffre d'affaires estimé à 15 821 millions d'euros. L'essentiel des établissements sont des petites entreprises (32 % sont des TPE) avec moins de 10 salariés, comme dans l'ensemble du secteur du tourisme dont elles représentent 95 % des établissements. En 2010, le nombre d'employés estimé dans ces catégories d'établissements est de 4,2. La France possède un groupe hôtelier parmi les 10 plus grands dans le monde en 2014 avec Accor, premier en Europe. Si celui-ci obtenait la 5e place en 2010 avec 4 229 hôtels et plus de 507 000 chambres, en 2014, le groupe est à la 6e place avec 3 576 hôtels et plus de 461 700 chambres. Le second groupe français et quatrième européen, Louvre Hotels Group, ne possède qu'un peu plus de 60 000 chambres.
En juillet 2012, une nouvelle classification des établissements (Hôtels, résidences de tourisme ou villages vacances) est mise en place,. En 2013, la DGCIS estime que plus de 70 % des établissements hôteliers avaient été classées selon les nouvelles normes. La classification par étoiles des établissements hôteliers est une invention française qui remonte à la loi du 7 juin 1937, puis abrogé au lendemain de la Seconde Guerre mondiale pour trouver une nouvelle organisation par un arrêté en 1950.
En 2013, on compte 25 chaînes volontaires. Parmi les cinq premières marquent, on trouve Logis de France (avec 2 435 hôtels et une capacité de plus de 47 300 chambres), Châteaux et Hôtels Collection (avec 517 hôtels, plus de 14 200 chambres), Best Western (avec 304 hôtels, plus de 16 000 chambres), Inter-Hôtel (avec 282 hôtels, plus de 12 600 chambres) et Contact Hôtel (avec 268 hôtels, plus de 7 300 chambres),. Les dernières observations montrent qu'en 2014 ces chaînes connaissent quelques difficultés avec une baisse du nombre d'adhérents.
En 2012, il existe 25 réseaux de franchises dans l'hôtellerie.
L'hôtellerie des activités physiques et de randonnée est possible dans les centres sportifs (exemples : UCPA et les Glénans), les gîtes d'étape et les refuges de montagne pour la randonnée à cheval, à pied, à ski, à vélo (Cyclotourisme et Vélo tout terrain), ou encore en canoë-kayak.
L'Union nationale des associations de tourisme et de plein air créée en 1966, est un organisme à but non lucratif du tourisme solidaire/social et associatif qui regroupe une cinquantaine d'acteurs du secteur. Elle offre des services à ses adhérents dont la promotion. Elle représente également le secteur auprès des pouvoirs publics.

#### Grèce
La Grèce compte, en 2014 selon l'OMT, environ 400 000 chambres.

#### Italie
L'Italie compte, en 2014 selon l'OMT, environ 1,1 million de chambres. Elle est le quatrième pays en termes d'hôtels derrière les États-Unis, la Chine et le Japon.

#### Royaume-Uni
Le Royaume-Uni compte, en 2014 selon l'OMT, environ 650 000 chambres.
Le groupe britannique InterContinental Hotels Group se classe, en 2015, au premier rang parmi les principaux opérateurs hôteliers mondiaux, avec 4 840 établissements à travers le monde et une capacité de 710 295 chambres.

#### Russie
La Russie compte, en 2014 selon l'OMT, environ 260 000 chambres.

#### Suisse
Selon l'Office fédéral de la statistique et l'association Hôtellerie suisse - Swiss Hotel Association, qui publie régulièrement un bilan du secteur, le pays compte, en 2014, 5 191 établissements — Hôtels, pensions, auberges, motels et établissements de cure — avec une capacité de 140 198 chambres (272 000 en 2014). En 2014, le nombre d'emplois du secteur ainsi que celui de la restauration est estimé à un peu moins de 210 000 personnes, soit 5 % des personnes actives. Sur les 35 millions de nuitées réalisées en 2014, la clientèle internationale représente 55 %, dont 37 % d'Européens. Le secteur de la parahôtellerie (autres établissements d'hébergements touristiques), offre en 2014, environ 70 000 appartements et représente plus de 11 millions nuitées.
Les principales offres d'hébergements se trouvent dans les cantons des Grisons (18 646 chambres), de Berne (16 509 chambres), de Zurich (14 282 chambres), du Valais (14 061), Vaud (9 391 chambres) et Genève (9 188 chambres). Les communes qui disposent de la plus forte capacité d'accueil sont Zurich (7 962 chambres), Genève (6 388 chambres) et Zermatt (3 254 chambres).

## Classements
Des systèmes de classement peuvent être accordés aux différents types d'établissements (Hôtel, village de vacances...) en fonction de la législation du pays dans lequel ils se trouvent. Le système de une à cinq étoiles est parfois utilisé, mais d'autres symboles ou labels peuvent être mis en place tels que le « Label environnemental ».

## Prix journalistiques
Certains sites de villégiature sont présentés par des magazines américains et britanniques comme le Condé Nast Traveller, ou en français par l’Officiel Voyage.
Chaque année en octobre des Prix villégiature sont décernés selon différentes catégories (cuisine, compositions florales, etc.) à certains hôtels d’Europe, d'Asie et d'Afrique par un jury de journalistes mondiaux.